# Nati nel 1622
| Questa pagina contiene informazioni ricavate automaticamente dalle voci biografiche con l'ausilio del template Bio e di un bot. L'aggiornamento è periodico e automatico e ricostruisce completamente la pagina. Se manca una persona in questa lista, sei pregato di non aggiungerla, ma accertati piuttosto che la sua voce biografica contenga il template Bio e che i dati anagrafici siano correttamente compilati. Se il template Bio manca, inseriscilo tu stesso o, in alternativa, metti l'avviso {{tmp\|Bio}} che ne segnala la mancanza. Se i dati riportati sono sbagliati, correggi direttamente la voce biografica; le modifiche saranno visibili in questa lista entro pochi giorni. Per chiarimenti vedi il progetto biografie. La lista contiene solo le 81 persone che sono citate nell'enciclopedia e per le quali è stato implementato correttamente il template Bio. Pagina aggiornata al 10 feb 2025. |

## Gennaio(5)
- 11 gennaio - Luigi di Guisa, nobile francese († 1654)
- 16 gennaio - Stephan Kessler, pittore austriaco († 1700)
- 20 gennaio - Antonio Sebastián de Toledo Molina y Salazar, nobile spagnolo († 1715)
- 27 gennaio - Pasquale Malaspina, nobile italiano († 1669)
- 28 gennaio - Adrien Auzout, astronomo francese († 1691)

## Febbraio(6)
- 7 febbraio - Vittoria della Rovere, nobile italiana († 1694)
- 8 febbraio - Niwa Mitsushige, militare giapponese († 1701)
- 21 febbraio - Camillo Francesco Maria Pamphili, cardinale, nobiluomo e militare italiano († 1666)
- 24 febbraio - Johannes Clauberg, teologo e filosofo tedesco († 1665)
- 25 febbraio - Cristiano Luigi di Brunswick-Lüneburg, duca tedesco († 1665)
- 27 febbraio - Carel Fabritius, pittore olandese († 1654)

## Marzo(7)
- 1º marzo - Jan Beerstraaten, pittore olandese († 1666)
- 13 marzo - Lawrence Rooke, astronomo e matematico inglese († 1662)
- 15 marzo - Orazio Mattei, cardinale e arcivescovo cattolico italiano († 1688)
- 20 marzo - Ricciarda Cybo Malaspina, nobildonna italiana († 1683)
- 23 marzo - Girolamo Boncompagni, cardinale e arcivescovo cattolico italiano († 1684)
- 25 marzo - Isidoro Affaitati, architetto e ingegnere italiano
- 28 marzo - Ermes di Colloredo, poeta e militare italiano († 1692)

## Aprile(9)
- 2 aprile - Juan Torrecillas y Ruiz de Cárdenas, arcivescovo cattolico spagnolo († 1688)
- 4 aprile - Loreto Mattei, poeta e storico italiano († 1705)
- 5 aprile - Vincenzo Viviani, matematico, astronomo e ingegnere italiano († 1703)
- 7 aprile - Carlo Pio di Savoia iuniore, cardinale e vescovo cattolico italiano († 1689)
- 8 aprile - Lebrecht di Anhalt-Köthen, principe († 1669)
- 12 aprile - Payo Enríquez de Rivera, arcivescovo cattolico spagnolo († 1684)
- 17 aprile - Carlo Cesi, pittore e incisore italiano († 1682)
- 18 aprile - Luisa Hollandina del Palatinato, nobile tedesca († 1709)
- 30 aprile - Giovanni Maria Morandi, pittore italiano († 1717)

## Maggio(6)
- 1º maggio - Carlo De Vincentiis, violinista italiano († 1677)
- 2 maggio - Silvio I Nimrod di Württemberg-Oels, duca († 1664)
- 4 maggio - Juan de Valdés Leal, pittore spagnolo († 1690)
- 8 maggio - Claes Rålamb, politico svedese († 1698)
- 12 maggio - Louis de Buade de Frontenac, funzionario francese († 1698)
- 15 maggio - Ottavio I Gonzaga, nobile e militare italiano († 1663)

## Giugno(4)
- 5 giugno - Giovanni Fiore da Cropani, scrittore e religioso italiano († 1683)
- 6 giugno - Claude-Jean Allouez, missionario, religioso e esploratore francese († 1689)
- 26 giugno - Valdemaro Cristiano di Schleswig-Holstein, conte danese († 1656)
- 29 giugno - Emerich Sinelli, vescovo cattolico austriaco († 1685)

## Luglio(3)
- 4 luglio - Pierre Boucher, esploratore francese († 1717)
- 15 luglio - Karl Heinrich von Metternich-Winneburg, arcivescovo cattolico tedesco († 1679)
- 26 luglio - Cristiano Augusto del Palatinato-Sulzbach, conte († 1708)

## Agosto(4)
- 3 agosto - Volfango Giulio di Hohenlohe-Neuenstein, conte tedesco († 1698)
- 19 agosto - James Compton, III conte di Northampton, ufficiale e politico inglese († 1681)
- 24 agosto - Samuel Lincoln, inglese († 1690)
- 27 agosto - Jakob Thomasius, filosofo tedesco († 1684)

## Settembre(4)
- 16 settembre - Richard Sackville, V conte di Dorset, nobile e politico inglese († 1677)
- 21 settembre - Stanisław Solski, matematico, architetto e gesuita polacco († 1701)
- 22 settembre - Jacques Savary, mercante, scrittore e funzionario francese († 1690)
- 30 settembre - Johann Sebastiani, musicista e compositore tedesco († 1683)

## Ottobre(4)
- 10 ottobre - Johannes Lingelbach, pittore e incisore olandese († 1674)
- 15 ottobre - Magnus Gabriel De la Gardie, politico e militare svedese († 1686)
- 22 ottobre - Pieter Boel, pittore fiammingo († 1674)
- 30 ottobre - Maximilian Gandolph von Künburg, cardinale austriaco († 1687)

## Novembre(3)
- 8 novembre - Carlo X Gustavo di Svezia, sovrano svedese († 1660)
- 18 novembre - Paolo Savelli, cardinale italiano († 1685)
- 30 novembre - Robert van den Hoecke, pittore, incisore e architetto fiammingo († 1668)

## Senza giorno specificato(26)
- Giovanni Francesco Bafico, religioso e poeta italiano († 1694)
- Ercole Bernabei, compositore e organista italiano († 1687)
- Coenraad van Beuningen, diplomatico e politico olandese († 1693)
- Chai, sovrano siamese († 1656)
- Philippe Couplet, missionario belga († 1692)
- Francisco Herrera il Giovane, pittore e architetto spagnolo († 1685)
- Ignazio Andrea I Akhidjan, patriarca cattolico siriano († 1677)
- Juan Manuel de Zúñiga, ufficiale spagnolo († 1660)
- Anders Kempe, medico e filosofo svedese († 1689)
- Diego La Matina, religioso italiano († 1658)
- Conrad Lauwers, incisore fiammingo († 1675)
- Joseph-Antoine Le Febvre de La Barre, militare e funzionario francese († 1688)
- Gerrit Lundens, pittore olandese († 1686)
- Giovanni Maccari, artigiano italiano († 1697)
- Pietro Magri, presbitero italiano († 1688)
- Huw Morus, scrittore gallese († 1709)
- Giuseppe Orceoli, giurista italiano († 1698)
- Carlo Perugini, architetto italiano († 1702)
- Molière, commediografo, attore teatrale e drammaturgo francese († 1673)
- John Tippetts, ingegnere britannico († 1692)
- Bernardo Varenio, geografo tedesco († 1650)
- Edward Winter, funzionario e politico britannico († 1686)
- Hannah Woolley, scrittrice britannica († 1675)
- Carlo Emanuele d'Este, nobile († 1695)
- Johannes de Raey, filosofo olandese († 1702)
- Ignacio de la Cerda, vescovo cattolico spagnolo († 1702)